# میودراگ کریووکاپیچ (بازیکن فوتبال)
میودراگ کریووکاپیچ (مونته‌نگروئی: Mиoдpaг Kpивoкaпић؛ زادهٔ ۶ سپتامبر ۱۹۵۹) بازیکن فوتبال اهل یوگسلاوی بود.
از باشگاه‌هایی که در آن بازی کرده‌است می‌توان به باشگاه فوتبال همیلتون آکادمیکال، باشگاه فوتبال داندی یونایتد، باشگاه فوتبال مادرول، باشگاه فوتبال سوتیسکا نیکشیچ، باشگاه فوتبال داندی، و باشگاه فوتبال ستاره سرخ بلگراد اشاره کرد.
وی همچنین در تیم ملی فوتبال یوگسلاوی بازی کرده‌است.